# 林皮亚斯
林皮亚斯，是西班牙坎塔布里亚的一个市镇。总面积10平方公里，总人口1356人（2001年），人口密度136人/平方公里。